# Alicia Quirk
Alicia Quirk (28 de março de 1992) é uma ruguebolista de sevens australiana, campeã olímpica.

## Carreira
Quirk integrou o elenco da Seleção Australiana Feminina de Rugby Sevens medalha de ouro nos Jogos Olímpicos Rio 2016.